# Ферфілд (переписна місцевість, Мен)
Ферфілд (англ. Fairfield) — переписна місцевість (CDP) в США, в окрузі Сомерсет штату Мен. Населення — 2638 осіб (2010).

## Географія
Ферфілд розташований за координатами 44°35′21″ пн. ш. 69°36′24″ зх. д. / 44.58917° пн. ш. 69.60667° зх. д. (44.589250, -69.606657).  За даними Бюро перепису населення США в 2010 році переписна місцевість мала площу 4,74 км², уся площа — суходіл.

## Демографія
Згідно з переписом 2010 року, у переписній місцевості мешкало 2638 осіб у 1141 домогосподарстві у складі 672 родин. Густота населення становила 557 осіб/км².  Було 1257 помешкань (265/км²).
Расовий склад населення:
| - 96,7 % — білих - 0,8 % — чорних або афроамериканців - 0,5 % — корінних американців - 0,4 % — азіатів - 0,1 % — вихідців з тихоокеанських островів |

До двох чи більше рас належало 1,4 %. Частка іспаномовних становила 0,3 % від усіх жителів.
За віковим діапазоном населення розподілялося таким чином: 24,1 % — особи молодші 18 років, 61,1 % — особи у віці 18—64 років, 14,8 % — особи у віці 65 років та старші. Медіана віку мешканця становила 38,4 року. На 100 осіб жіночої статі у переписній місцевості припадало 92,7 чоловіків;  на 100 жінок у віці від 18 років та старших — 87,2 чоловіків також старших 18 років.
Середній дохід на одне домашнє господарство  становив 48 342 долари США (медіана — 42 037), а середній дохід на одну сім'ю — 52 133 долари (медіана — 45 870). За межею бідності перебувало 25,7 % осіб, у тому числі 43,5 % дітей у віці до 18 років та 6,4 % осіб у віці 65 років та старших.
Цивільне працевлаштоване населення становило 1340 осіб. Основні галузі зайнятості: освіта, охорона здоров'я та соціальна допомога — 35,5 %, роздрібна торгівля — 15,0 %, мистецтво, розваги та відпочинок — 13,1 %.